# Манифестација Савремена српска проза
Савремена српска проза је манифестација републичких књижевних сусрета у Трстенику чији је организатор Народна библиотека Јефимија. 

## Историјат
Ови књижевни сусрети покренути су 1984. године, на иницијативу трстеничког писца Милосава Ђалића, и одржавају се под покровитељством Општине Трстеник и Министарства културе Републике Србије. Повод њиховог одржавања у Трстенику је монументално књижевно дело писца и академика Добрице Ћосића који је рођен у Великој Дренови, као и богат књижевни живот трстеничког краја из којег су потекли угледни књижевни критичари др Мирослав Егерић, др Миодраг Радовић, Милош Петровић, и други књижевници.

## Програм
Сусрети се одликују плурализмом генерацијских и поетичких ставова. Састоје се од Књижевног портрета на којем се представља свеукупно прозно стваралаштво једног савременог писца и Округлог стола критике који разматра неку од релевантних књижевних тема. Током три деценије на њима су учествовали сви значајнији српски писци и књижевни критичари, укључујући и оне који живе ван Србије. Тако су у Трстенику гостовали писци: Миодраг Булатовић, Драгослав Михаиловић, Видосав Стевановић, Слободан Селенић, Антоније Исаковић, Јован Радуловић, Милисав Савић, Милорад Павић, Мирослав Јосић Вишњић, Бошко Петровић, Радослав Братић, Александар Тишма, Живојин Павловић, Светлана Велмар Јанковић, Данило Николић, Павле Угринов, Добрило Ненадић, Радован Бели Марковић, Младен Марков, Горан Петровић, Воја Чолановић, Вида Огњеновић, Милован Данојлић, Добрица Ћосић, Давид Албахари, Радослав Петковић, Гордана Ћирјанић, Светислав Басара, Владимир Пиштало, Петар Сарић, Михајло Пантић, Драго Кекановић и Миро Вуксановић. Заједно са њима, у разговорима о разним књижевним темама, као што су, на пример „Књижевност и медији“, „Писац и завичај“, „Тема рата у српској прози“, „Страност и лик странца у савременој српској прози“, „Нова читања Данила Киша“, „Знаковље Иве Андрића“, „Путописна проза Милоша Црњанског“, „Критичка димензија у делу Борислава Пекића“, „Српски прозаисти ван матице“, итд., учествовало је преко 50 најпознатијих књижевних критичара, књижевних историчара, слависта и професора универзитета.

## Зборник „Савремена српска проза“
Излагања са ових књижевних скупова сукцесивно се објављују у зборнику „Савремена српска проза“ који је изашао, до сада, у 29 свезака. Први број овог зборника, који је објављен 1989. године, посвећен је прози Слободана Селенића и теми „Кретање идеја у савременој српској прози". Тридесети, јубиларни број овог зборника посвећен је прози академика Мира Вуксановића и теми „Народна култура и савремена српска проза".